# (100336) 1995 SQ18
(100336) 1995 SQ18 es un asteroide perteneciente al cinturón de asteroides, descubierto el 18 de septiembre de 1995 por el equipo del Spacewatch desde el Observatorio Nacional de Kitt Peak, Arizona, Estados Unidos.

## Designación y nombre
Designado provisionalmente como 1995 SQ18.

## Características orbitales
1995 SQ18 está situado a una distancia media del Sol de 2,135 ua, pudiendo alejarse hasta 2,216 ua y acercarse hasta 2,055 ua. Su excentricidad es 0,037 y la inclinación orbital 0,478 grados. Emplea 1140 días en completar una órbita alrededor del Sol.

## Características físicas
La magnitud absoluta de 1995 SQ18 es 17,3.